# Gabby Chaves
Gabriel « Gabby » Chaves, né le 7 juillet 1993 à Bogota, est un pilote automobile colombien. Il a remporté l'Indy Lights, antichambre de l'IndyCar Series, en 2014. Il est pilote en IndyCar depuis 2015.

## Biographie

### Karting
Chaves commence la compétition automobile en 2004, en karting. Il remporte trois titres en 2005, dont le Rotax Max Challenge de Floride, avec l'écurie d'Emerson Fittipaldi, triple champion du monde de Formule 1. En 2006, toujours avec l'équipe de Fittipaldi, il remporte le Rotax Max Challenge des États-Unis. Il gagne également le Florida Winter Tour et le Stars of Karting East Cadet. 
En 2007, il réalise une saison plutôt décevante en n'accrochant aucune victoire, ni même aucun podium. En 2008, il participe au Rotax Max Challenge de Mazda, et finit 19e. Il ne réalise que deux compétitions entre 2009 et 2011, sans résultats notables. En 2012, il se fait de nouveau remarquer en remportant le MG Tires SKUSA SuperNationals XVI. Sa carrière en karting s'achève définitivement en 2013 pour mieux se concentrer sur la monoplace.

### Les débuts en monoplace, puis l'exil en Europe (2006-2011)
Gabby Chaves fait ses débuts en monoplace en 2006 en Formula Renault 1.6 Panam GP Series, formule dans laquelle il finit neuvième. En 2007, plus concentré sur le karting, Chaves réalise son premier grand résultat en monoplace en terminant vice-champion Skip Barber Eastern Regional Series. En 2008, il remporte son premier titre, avec la Skip Barber Southern Regional Series. Il finit également quatrième du championnat Formula BMW Pacific, la même année.
En 2009, il s'engage en Formula BMW Americas et remporte le titre de champion avec 5 victoire et quatorze podiums, soit un à chaque course. En 2010, Chaves décroche le titre de meilleur débutant en Championnat d'Italie de Formule 3, après avoir pris la 10e place du classement général. En 2011, il fait ses débuts en GP3 Series avec Addax Team et termine 19e du championnat, avec pour meilleur résultat une quatrième place.

### Le retour en Amérique et l'accession à l'IndyCar (2012-2014)
En 2012, Chaves fait son retour en Amérique en participant aux 6 Heures de Bogota et en signant une douzième place. Il passe la majeure partie de l'année en Star Mazda Championship, troisième division du programme Road to Indy, permettant grâce à un système de bourses aux champions, d'accéder à l'IndyCar Series. En 17 courses, il signe deux victoires et dix podiums, lui permettant de terminer vice-champion de la catégorie.
En 2013, il arrive à être promu à la formule supérieure, l'Indy Lights, véritable antichambre de l'IndyCar. Avec une victoire, mais surtout dix podiums, il arrive à terminer vice-champion, derrière Sage Karam. En 2014, il reste en Indy Lights avec Belardi Auto Racing, avec pour objectif naturel le titre. Avec quatre victoires en quatorze courses, Chaves remporte le titre de justesse devant le débutant Zach Veach, ne gagnant le championnat que part le nombre de deuxièmes places (5 contre 1).

### Saisons en IndyCar (depuis 2015)
Le pilote colombien vise la formule reine des monoplaces aux États-Unis, l'IndyCar Series. Il est fortement pressenti chez Schmidt Peterson Motorsports, pour remplacer le Français Simon Pagenaud parti chez le Team Penske, mais le Colombien signe finalement chez Bryan Herta Autosport pour piloter la voiture no 98, remplaçant Jack Hawksworth. En seize courses, il termine à deux reprises dans les dix premiers, avec pour meilleur résultat, une neuvième place lors du Grand Prix de Détroit. Pour sa première saison, il se classe finalement quinzième du championnat. Rookie of the year (« débutant de l'année »), il n'est toutefois pas reconduit chez Bryan Herta, manque les premières courses de la saison 2016, avant de rejoindre Dale Coyne Racing à partir de la cinquième course.